# Ugola baryana
Ugola baryana är en svampart som först beskrevs av Louis René Tulasne, och fick sitt nu gällande namn av Redhead & Seifert 2001. Ugola baryana ingår i släktet Ugola och familjen Tricholomataceae.   Inga underarter finns listade i Catalogue of Life.